# (73808) 1995 SL32
(73808) 1995 SL32 – planetoida z pasa głównego asteroid okrążająca Słońce w ciągu 3,65 lat w średniej odległości 2,37 j.a. Odkryta 21 września 1995 roku.